# Girardia somuncura
Girardia somuncura es una especie de planaria dulceacuícola encontrada en los cursos superiores del arroyo Valcheta en la Patagonia argentina. Las planarias de esta especie miden entre 14 mm y 19 mm de largo y unos 3 mm de ancho. La superficie dorsal del cuerpo es de color marrón, con pigmentación color crema distribuida desigualmente en los bordes. Tienen, además, una línea medial también color crema, flanqueada por dos líneas más delgadas de pigmentación oscura, que se extienden desde un poco antes del extremo anterior hasta el extremo posterior. En algunos ejemplares, las líneas más oscuras  se extienden solo hasta el nivel de la faringe.
Esta especie fue definida de acuerdo a una combinación de características morfológicas internas de los aparatos reproductores masculino y femenino, acompañado de caracteres moleculares del gen que codifica para la enzima mitocondial citocromo c oxidasa I (COI).